# ヴィクトル1世 (アンハルト＝ベルンブルク＝シャウムブルク＝ホイム侯)
ヴィクトル1世・アマデウス・アドルフ（Viktor I. Amadeus Adolf von Anhalt-Bernburg-Schaumburg-Hoym, 1693年9月7日 - 1772年4月15日）は、ドイツのアンハルト＝ベルンブルク＝シャウムブルク＝ホイム侯。

## 生涯
アンハルト＝ベルンブルク＝シャウムブルク＝ホイム侯レーブレヒトとその最初の妻でナッサウ＝シャウムブルク侯アドルフの娘であるシャルロッテ（1673年 - 1700年）の間の長男。1700年母の死と同時にホルツァッペル伯領を、1707年母方祖母の死と同時にシャウムブルク城と付属所領をそれぞれ相続した。父は本家アンハルト＝ベルンブルク侯家からベルレーベンとハウス・ツァイツを分与されており、1707年新たにホイムを分与されたものの（ただしいずれも領邦主権を伴わない）、1709年に相続者の絶えたアンハルト＝ハルツゲローデ侯領は譲ってもらえなかった。1721年に父がホイム城を完成させると、侯家の所在地はホイムに移った。ヴィクトルは1714年の成人以来ホルツァッペルとシャウムブルクを治めていたが、1727年父が死ぬとツァイツ、ホイムの所領を相続し、ついにアンハルト＝ベルンブルク＝シャウムブルク＝ホイム侯領を統合した。
スペイン継承戦争末期の1711年から1712年にかけ、ヴィクトルは低地地方でフランス軍との戦いに従軍、ドゥナの戦いではフランス軍の捕虜となるが、すぐに解放されている。
父の代に始まった、本家アンハルト＝ベルンブルク家と分封領（パラギウム）アンハルト＝ベルンブルク＝シャウムブルク＝ホイム家との対立は、ヴィクトルの代になっても続いた。七年戦争中、彼の領国は戦争の影響で激しく荒廃した。

## 結婚と子女
1714年11月24日にイーゼンブルク＝ビューディンゲン＝ビルシュタイン伯ヴィルヘルム・モーリッツの娘シャルロッテ・ルイーゼ（1680年 - 1739年）と最初の結婚をし、6人の子をもうけた。
- ヴィクトリア・シャルロッテ（1715年 - 1792年） - 1732年ブランデンブルク＝バイロイト辺境伯フリードリヒ・クリスティアンと結婚
- ルイーゼ・アマーリエ（1717年 - 1721年）
- レーブレヒト（1718年 - 1721年）
- クリスティアン（1720年 - 1758年） - プロイセン軍少将
- カール・ルートヴィヒ（1723年 - 1806年） - オランダの将軍、アンハルト＝ベルンブルク＝シャウムブルク＝ホイム侯
- フランツ・アドルフ（1724年 - 1784年） - プロイセン軍中将

1740年2月14日にヴェンツェル・ルートヴィヒ・ヘンケル・フォン・ドナースマルク伯爵の娘ヘートヴィヒ・ゾフィー（1717年 - 1795年）と再婚。ヘンケル・フォン・ドナースマルク家は1651年に伯爵位を授かったばかりの新興貴族に過ぎず、この結婚は身分違いだった。しかしアンハルト諸侯家中では正統な婚姻と認められ、間に生まれた6人の子も異母兄姉と同じ身分を認められた。
- フリードリヒ・ルートヴィヒ・アドルフ（1741年 - 1812年） - スウェーデンの将軍、アンハルト＝ベルンブルク＝シャウムブルク＝ホイム侯
- ゾフィー・シャルロッテ・エルネスティーネ（1743年 - 1781年） - 1760年イーゼンブルク＝ビューディンゲン＝ビルシュタイン侯ヴォルフガング・エルンスト2世と結婚
- ヴィクトル・アマデウス（1744年 - 1790年） - ロシアの将軍
- カール（1745年）
- ヘートヴィヒ・アウグステ（1747年 - 1760年）
- ゲオルク・アウグスト（1751年 - 1754年）